# MUNEHIRO
Sarina Suzuki (Osaka, 13 de julio de 1977), conocida como MUNEHIRO, es una cantante, compositora y productora japonesa del género reggae/dancehall.

## Biografía
Kanako Munehiro nació en 1977, en Osaka. Desde temprana edad estuvo interesada en el mundo del espectáculo, especialmente en la actuación. Su sueño se hizo realidad en 1992 cuando participó en un concurso de belleza nacional. Ganó un premio, y con eso pudo debutar en el mundo del espectáculo en 1995. En vez de usar su propio nombre, usó el seudónimo Sarina Suzuki.
Desde entonces, se convirtió en una exitosa actriz, apareciendo en varios programas de TV, películas, comerciales, etc.
Pero además de su amor por la actuación, ella estaba realmente interesada en la música. En su infancia había tocado el saxofón y el órgano eléctrico, y ahora había empezado a enfocarse en el canto. Algunos críticos de películas dijeron que era una buena actriz, pero también mencionaron que su extraña y ronca voz podría ser buena para cantar.
En 1997 lanzó su primer sencillo bajo el sello Toshiba Emi. A diferencia de la música que está haciendo actualmente, tenía un sonido pop/rock. Lanzó un total de siete sencillos y tres álbumes, sin embargo su carrera musical parecía llegar a su fin en el año 2000, cuando volvió a su carrera de actuación.
En 2004 reapareció en la escena musical, aunque no mucha gente notó que esta joven cantante llamada Kanako en el sello independiente Nobrand era realmente la misma actriz Sarina Suzuki. A diferencia de la música que había hecho previamente, colaboró con la artista hip-hop BRIER, dando su primer paso a la escena urban. Después de su aparición en uno de los álbumes de BRIER, cambió su nombre nuevamente cuando lanzó su primer álbum en 2005. Usando su apellido, MUNEHIRO, proclamó su amor por la música reggae y dancehall con el álbum "DRAMA-11 Stories-", que fue casi totalmente auto-producido.
Viendo que fue un lanzamiento indie, el álbum no fue promocionado ampliamente, por tanto no tuvo mucha atención. Sin embargo, el álbum recibió opiniones muy favorables de los críticos, y logró tener bastante reconocimiento entre los fanes del reggae japonés. Realizó un gran avance con el lanzamiento del álbum "Up and Coming" en 2006, recibiendo más y más reconocimiento en la escena dancehall/reggae, pero también fuera de la escena.
MUNEHIRO se hizo major con el lanzamiento de su tercer álbum "Limited", en agosto de 2007, firmando con Far Eastern Tribe Record, un subsello de Universal Music.

## Discografía

### Álbumes
- DRAMA-11 Stories- [Fecha de Lanzamiento: 21 de abril de 2005]
- Up and Coming [Fecha de Lanzamiento: 19 de julio de 2006]
- Limited [Fecha de Lanzamiento: 1 de agosto de 2007]

### Sencillos
- "STEP UP+" [Fecha de Lanzamiento: 22 de marzo de 2006]
- "LUV" [Fecha de Lanzamiento: 12 de diciembre de 2007]
- "again" [Fecha de Lanzamiento: 14 de mayo de 2008]
- "ヒノマルパワー～君の力～(hinomaru power~kimi no chikara~)" [Fecha de Lanzamiento: 6 de agosto de 2008]

### Colaboraciones
- BRIER 「I am...」 07 - レディースナイト [Fecha de Lanzamiento: 10 de febrero de 2004]
- BRIER 「Sweets」 03 - Ladies Night feat. MUNEHIRO-STARWAX Ver.1- [Fecha de Lanzamiento: 7 de diciembre de 2005]
- LOS KALIBRES 「DE JAPON PA'L MUNDO」 10 - LINDA GEISHA feat.F.U.T.O.,MUNEHIRO [Fecha de Lanzamiento 19 de julio de 2006]
- GIFTED CHILDS 「1st FOOD」 04 - Gimmi Di Action feat. MUNEHIRO [Fecha de Lanzamiento 22 de noviembre de 2006]
- Various Artists 「REGGAE SPLASH ~global expansion 35th anniversary」 11 - BEAUTIFUL LADY feat. STONED ROCKERS [Fecha de Lanzamiento 20 de diciembre de 2006]
- SPICY CHOCOLATE 「東京RAGGA BLAZE」 01 - Sweet & Bitter feat. BOY-KEN [Fecha de Lanzamiento: 26 de junio de 2007]
- INFINITY16 welcomez SHOCK EYE from 湘南乃風,MUNEHIRO 「いつまでもメリークリスマス」 01 - いつまでもメリークリスマス [Fecha de Lanzamiento: 21 de noviembre de 2007]